# 埃托雷·馬約拉納
埃托雷·馬約拉納（義大利語：Ettore Majorana，義大利語：[ˈɛttore majoˈraːna]，1906年8月5日—1938年3月27日？）是一名義大利理論物理學家。他是中微子質量研究的先驅，並提出了馬約拉納方程式。1938年左右離奇失蹤。

## 生平

### 早年生活
1906年8月5日，埃托雷·馬約拉納出生在位於西西里島的卡塔尼亞，自小便擁有極高的數學天份。他有一个从事实验物理研究的叔叔/伯伯奎里诺·马约拉纳。
他在非常年輕的時候就加入了恩里科·費米在羅馬大學的研究團隊，成為「帕尼斯贝尔纳路少年团」（Via Panisperna boys）的一員。這個綽號來自其實驗室所在的地址。

### 研究生涯
馬約拉納在1923年剛進大學時讀的是工程學。1928年，在埃米利奧·塞格雷的建議下轉到物理領域。
1928年，他發表了第1篇論文，探討了有關原子光譜的問題。這個工作是費米所提出原子結構統計模型的早期應用。（因為同時也由盧埃林·湯馬斯寫下，現在一般稱作湯馬斯-費米模型。）
1932年，他發表了一篇論文，研究在隨時間變化的磁場下的原子光譜。伊西多·拉比以及其他人同時也在研究這個問題。而這個問題也開啟了原子物理理重要的新分支——無線電磁波頻譜（radio-frequency spectroscopy）。同一年，馬約拉納寫了另一篇文章探討相對論性的粒子。在這篇文章裡，為了允許帶任意動量的粒子，他發展並應用了勞侖茲群的無窮多維表示，並且寫下了有關基本粒子質量的理論基礎。就如同馬約拉納大部分以義大利文寫作的文章一樣，這篇文章幾十年來並沒有受到廣大的注意。
1933年初，馬約拉納離開意大利，到了德國。他在萊比錫跟沃纳·海森堡合作研究原子核的理論。他後來亦曾到哥本哈根跟尼尔斯·玻尔合作。同年秋天，馬約拉納回到羅馬。他在德國患上了胃炎，健康十分惡劣。他得要嚴格控制飲食，使得他脾氣變得十分暴躁，對家人冷酷。他在學院出現的時候越來越少，大部分時間都留在家中，像個隱士一樣，與朋友不相往來，亦不發表文章。
這段期間，除了研究原子物理之外，他寫了很多在其他範疇的文章，有地球物理學、電機工程、數學、相對論等。

### 失踪
1937年，他得到那不勒斯大學的教授教職。當時的意大利物理界對馬約拉納的評價甚高，大學部門破格不需要馬約拉納通過考試便聘用了他。幾個月後，他突然失蹤了。
那時他到巴勒莫旅行。有人猜測是他想到那裏探望當年鼓勵他攻讀物理的塞格雷。不過，當時塞格雷卻在美國加州，因為塞格雷是猶太人，1938年的意大利墨索里尼政府容不下他。馬約拉納是由巴勒莫回航到那不勒斯時失蹤的，人們找不到他的屍體。在乘船到巴勒莫幾日之前，他曾在銀行戶口取出大量金錢。

## 逸闻
天体物理学者苏布拉马尼扬·钱德拉塞卡晚年的著作《莎士比亚、牛顿和贝多芬：不同的创造模式》中曾记载这样一段故事：
为了从一个恰当的角度开始我的论述，我将从20世纪20年代中期马约拉纳与费米的谈话开始。当时他俩都只有二十几岁，他们的谈话是一个当时在场的人告诉我的：
马约拉纳：“每隔500年才有一个类似阿基米德或牛顿这样的科学家出现，而每隔100年就有1至2个类似爱因斯坦和玻尔这样的科学家出现。”
费米：“那我将处于一个什么地位呢？”
马约拉纳：“理智一点，费米，我并没有谈到你我，我们谈的只是爱因斯坦与玻尔。”

## 外部連結
- "Ettore Majorana's legacy and the Physics of the XXI century" （页面存档备份，存于） in POS Proceedings of Science, SISSA Trieste
- 安东尼奥·奇基基（英语：Antonino Zichichi）.  (pdf). ccsem.infn.it.   [2011-07-31]. （原始内容存档 (PDF)于2019-04-04） （意大利语）.
- CERN Courier: Ettore Majorana: genius and mystery （页面存档备份，存于） (summary of the above link).
- Ettore Majorana.eu homepage
- Ettore Majorana.it homepage （页面存档备份，存于）
- Ettore Majorana Foundation and Centre for Scientific Culture （页面存档备份，存于）
- Majorana Legacy in Contemporary Physics （页面存档备份，存于）
- Majorana Prize（页面存档备份，存于）